# Cischweinfia jarae
Cischweinfia jarae es una especie de orquídea con hábitos de epifita, originaria de  Sudamérica.

## Descripción
Es una orquídea de pequeño tamaño con hábitos de epifita y con pseudobulbos  ovados, aproximados con vainas basales foliáceas que llevan una sola hoja apical, estrechamente linear-ligulada,  acuminada. Florece en el otoño en una inflorescencia axilar de 5 cm de largo, con 4 a 5 flores campanuladas.

## Distribución y hábitat
Se encuentra en Perú  en bosques montanos húmedos en elevaciones de 1400 a 1500 metros.

## Taxonomía
Cischweinfia jarae fue descrita por Dodson & D.E.Benn.  y publicado en Icones Plantarum Tropicarum, ser. 2. 1: t. 28. 1989.
Etimología
Cischweinfia: nombre genérico otorgado en honor del botánico estadounidense Charles Schweinfurth.
jarae: epíteto otorgado en honor del recolector de la planta E. Jara.
Sinonimia
- Cischweinfia kroemeri R.Vásquez & Dodson
- Cischweinfia suarezii Dodson[1][3][4]